# 村井康司
村井 康司（むらい こうじ、1958年- ）は、日本のジャズ評論家、俳人、編集者。

## 略歴
北海道函館市生まれ。函館ラ・サール高等学校、上智大学文学部新聞学科卒。大学時代からジャズ・ビッグバンドでギターと編曲を担当。小学館に入社し、編集者として勤務のかたわら1987年より音楽雑誌にジャズ評論はじめ音楽についての文章を雑誌に書き始める。そのほか、俳人としても活動する。後藤雅洋、中山康樹と「熱血トリオ」と呼ばれ鼎談で仕事をしていた。俳句同人誌「恒信風」の初代編集長であり、同誌には長嶋有や川上弘美が俳人として依った。編集者としては、歌人の穂村弘をエッセイストとしてメジャーにした『世界音痴』の出版や、同郷の小説家・佐藤泰志の『海炭市叙景』復刊が知られる。
2010年、編著『てのひらの味 食べ物の俳句』で第57回産経児童出版文化賞ニッポン放送賞受賞。

## 著書
- 『ジャズの明日へ コンテンポラリー・ジャズの歴史』河出書房新社 2000年
- 『ジャズ喫茶に花束を ジャズ喫茶店主九人が語る「ジャズの真実」』河出書房新社 2002年
- 『JAZZ100の扉 チャーリー・パーカーから大友良英まで』アルテスパブリッシング（いりぐちアルテス） 2013年
- 『あなたの聴き方を変えるジャズ史』シンコーミュージック・エンタテイメント 2017年
- 『現代ジャズのレッスン 1959年から考える』アルテスパブリッシング 2018年
- 『ページをめくるとジャズが聞こえる 村井康司《ジャズと文学》の評論集』シンコーミュージック・エンタテイメント 2020年

### 共編著
- 『200CD 21世紀へのジャズ』都並清史、寒川光一郎、久保田晃弘、後藤誠共編著 立風書房 1995年
- 『Jazz"名曲"入門!』後藤雅洋、中山康樹共責任編集 宝島社（別冊宝島）  2003年
- 『Jazz"名盤"入門!』後藤雅洋、中山康樹共責任編集 宝島社（別冊宝島）  2003年
- 『Jazz"名演"ザ・ベストCD』後藤雅洋、中山康樹共責任編集 宝島社（別冊宝島）  2004年
- 『ジャズ構造改革 熱血トリオ座談会』後藤雅洋、中山康樹共著 彩流社 2006年
- 『Jazz"名盤"入門!』後藤雅洋、中山康樹共責任編集 宝島社新書 2006年
- 『JAZZ"名曲"入門! 100名曲を聴く名盤340枚』後藤雅洋、中山康樹共責任編集 宝島社 2007年
- 『白熱Miles鼎談 ガチンコ勝負!!!!』後藤雅洋、中山康樹共著 プリズム 2008年
- 『てのひらの味 食べ物の俳句』（めくってびっくり俳句絵本） 編 とくだみちよ絵 岩崎書店 2009年
- 『力いっぱいきりぎりす 動物の俳句』（めくってびっくり俳句絵本） 編 nakaban絵 岩崎書店 2009年
- 『ボールコロゲテ スポーツの俳句』（めくってびっくり俳句絵本） 編 吉田尚令絵 岩崎書店 2010年
- 『うしろすがた いろんな人の俳句』（めくってびっくり俳句絵本） 編 のりたけ絵 岩崎書店 2010年
- 『三つかぞえて 日常の俳句』（めくってびっくり俳句絵本） 編 メリンダ・パイノ絵 岩崎書店 2010年
- 『100年のジャズを聴く』後藤雅洋、柳樂光隆共著 シンコーミュージック・エンタテイメント 2017年

## ラジオ
- 鎌倉FM(82.8)で毎週木曜午後８時から「世界はジャズを求めてる」の番組進行を、2021年1月7日から担当中（第1週）。[5][6][7]